# Racoș
Racoș (Hongaars: Alsórákos) is een Roemeense gemeente in het district Brașov.
Racoș telt 3414 inwoners. De Hongaren vormen met 53% van de bevolking de meerderheid en hiermee is Racos de enige gemeente in het district Brasov met een Hongaarse meerderheid. De gemeente ligt naast het Szeklerland.

## Bevolkingssamenstelling
De gemeente had in 2011 in totaal 3.336 inwoners, hiervan waren er 1.773 Hongaren en 1.385 Roemenen. 